# Þorfinnur Karlsefni

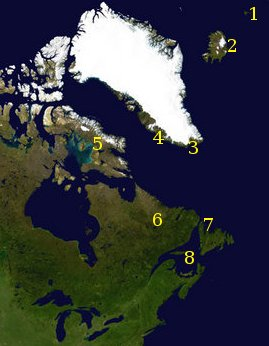
Thorfinn Karlsefni a jeho expedice do Vinlandu 1 = Faerské ostrovy, 2 = Island, 3 = Východní sídlo (Grónsko), 4 = Západní sídlo (Grónsko), 5 = Helluland (Baffinův ostrov), 6 = Markland (Labrador) 7 = Bjarney (Newfoundland), 8 = Vinland (záliv svatého Vavřince)

Þorfinnur karlsefni Þórðarson (někdy též Thorfinn Karlsefni, 980 Island – 1007?) byl islandský mořeplavec a obchodník, pocházející z Grónska. V letech 1003 až 1007 vyplul z Grónska na třech lodích kolonizovat Vinland. Posádka tvořila 160 osob, mezi nimiž byli Freydís Eriksdóttir a Þorvaldur Eiríksson, nevlastní sestra a bratr Leifra Eiríkssona. Na cestu se s ním vypravila i jeho manželka Guðríður Þorbjarnardóttir. Dopluli k území dnešního Newfoundlandu, kde založili osadu. Pro neustálé útoky místních obyvatel, které nazývali Skrälingové, patrně se jednalo o Eskymáky a Indiány, se museli vrátit do Grónska. Při vykopávkách v 60. letech 20. století byly na severu Newfoundlandu v zátoce L'Anse aux Meadows objeveny zbytky vikingské osady patrně založené jím a Leifrem Eiríkssonem.